# Kraßnitz (Gemeinde Weitensfeld im Gurktal)
Kraßnitz ist eine Ortschaft in der Gemeinde Weitensfeld im Gurktal im Bezirk St. Veit an der Glan in Kärnten. Die Ortschaft hat 11 Einwohner (Stand 1. Jänner 2024).

## Lage

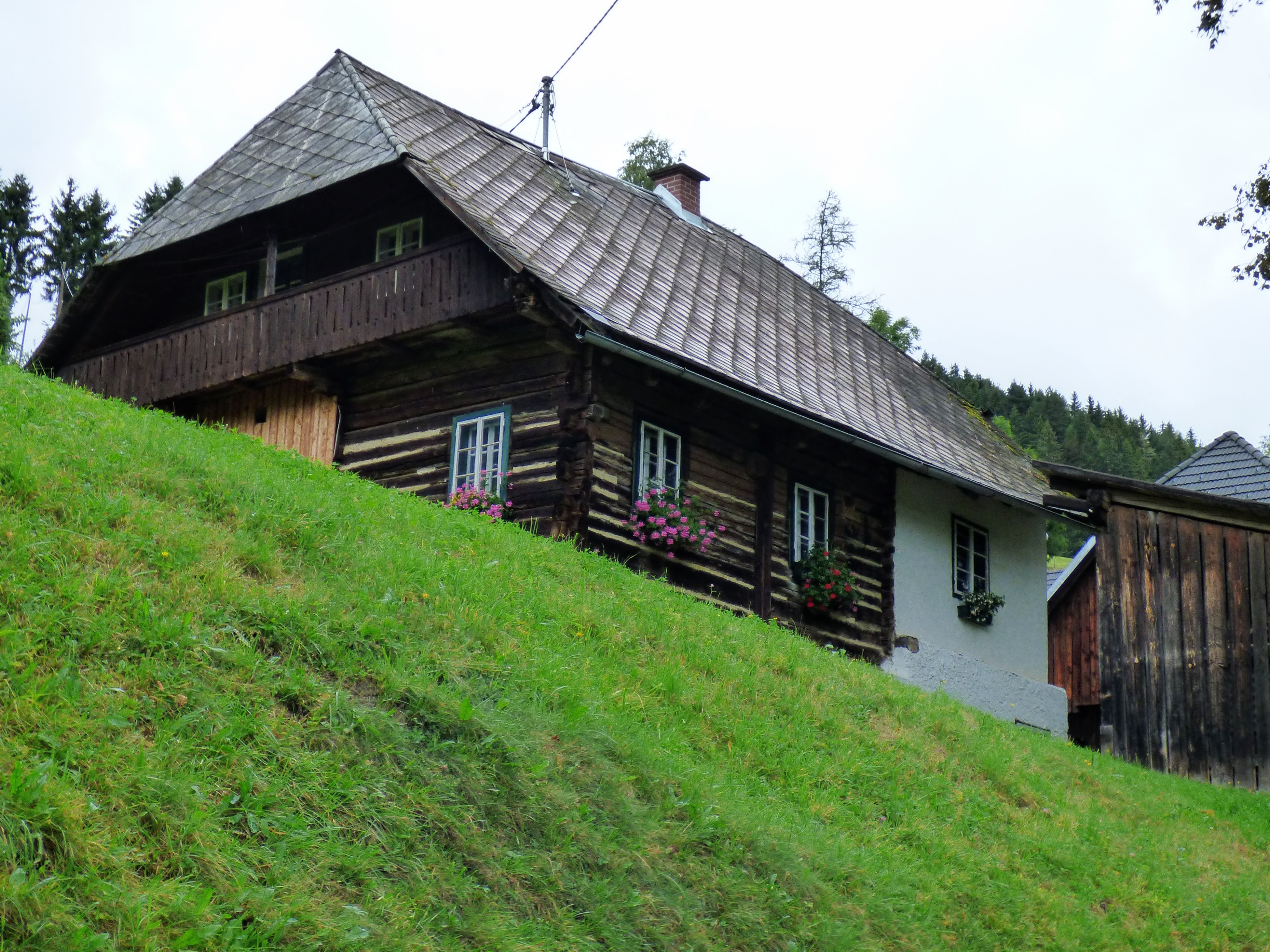
Pick Hube

Kraßnitz liegt im Osten der Gemeinde Weitensfeld, auf dem Gebiet der Katastralgemeinde Zweinitz, etwa 1 ½ bis 3 km nördlich von Zweinitz.
Die Ortschaft liegt großteils am Hang rechtsseitig oberhalb des Krassnitzbachs; einzig der Mühlbauer (Nr. 8) als südlichster Hof der Ortschaft ist linksseitig am Krassnitzbach. 400 m nordwestlich des Mühlbauers befinden sich Krassnitzer Hube (Nr. 1) und Pick Hube (Nr. 2), 500 m nördlich davon ist ein Weiler mit Schek Hube (Nr. 3), Hoffer Hube (Nr. 4) und den Häusern Nr. 9 (früher Binder), 10, 11 und 12. Weitere 500 m nördlich davon liegt die Brandstätter Hube (Nr. 6).

## Geschichte
Ab Gründung der Ortsgemeinden Mitte des 19. Jahrhunderts gehörte Kraßnitz zur Gemeinde Gurk. 1871 trat die Gemeinde Gurk die Katastralgemeinden Thurnberg und Zweinitz an die Gemeinde Weitensfeld ab, somit gehörte Kraßnitz dann zur Gemeinde Weitensfeld. Bei der Kärntner Gemeindestrukturreform von 1973 kam Kraßnitz an die damals neu errichtete Gemeinde Weitensfeld-Flattnitz, bei deren Auflösung 1991 wieder zur Gemeinde Weitensfeld im Gurktal.

## Bevölkerungsentwicklung
Für die Ortschaft ermittelte man folgende Einwohnerzahlen:
- 1869: 5 Häuser, 55 Einwohner[2]
- 1880: 6 Häuser, 85 Einwohner[3]
- 1890: 8 Häuser, 63 Einwohner[4]
- 1900: 8 Häuser, 45 Einwohner[5]
- 1910: 7 Häuser, 45 Einwohner[6]
- 1923: 7 Häuser, 34 Einwohner[7]
- 1934: 43 Einwohner[8]
- 1961: 8 Häuser, 50 Einwohner[9]
- 2001: 9 Gebäude (davon 6 mit Hauptwohnsitz) mit 8 Wohnungen; 17 Einwohner und 3 Nebenwohnsitzfälle; 6 Haushalte; 1 Arbeitsstätte, 4 land- und forstwirtschaftliche Betriebe[10]
- 2011: 9 Gebäude, 13 Einwohner, 6 Haushalte, 1 Arbeitsstätte[11]
- 2021: 8 Gebäude, 11 Einwohner, 5 Haushalt, 4 Arbeitsstätten[12]